# Coelioxys rosarina
Coelioxys rosarina là một loài Hymenoptera trong họ Megachilidae. Loài này được Holmberg mô tả khoa học năm 1918.